# Igor Wladimirowitsch Kolywanow
Igor Wladimirowitsch Kolywanow (russisch Игорь Владимирович Колыванов; * 6. März 1968 in Moskau) ist ein ehemaliger sowjetischer bzw. russischer Fußballspieler und heutiger -trainer.

## Werdegang
Kolywanow spielte bereits als Kind in verschiedenen sowjetischen Ausbildungsteams, 1984 wurde er in die Jugendmannschaft von Spartak Moskau berufen. Er wechselte aber 1986 zu Dynamo Moskau und wurde bereits in seiner ersten Saison in diesem Team Stammspieler und sowjetischer Vizemeister. Mit dem sowjetischen U-21 Team wurde er 1990 Europameister.
Im Jahr 1991 wurde der Stürmer mit 18 Treffern Torschützenkönig der sowjetischen Liga und im selben Jahr wurde er zum sowjetischen Fußballer des Jahres gewählt.
1991 wechselte Kolywanow nach Italien zur US Foggia. Ab 1996 spielte er für den FC Bologna. Im Jahr 2001 beendete er seine aktive Karriere.
Für die Sowjetische Nationalmannschaft  spielte er insgesamt 19-mal und erzielte zwei Tore. Im Jahr 1992 spielte er für das Team der GUS bei der Europameisterschaft in Schweden. Für die Russische Nationalmannschaft spielte Kolywanow 35-mal und erzielte 12 Tore, mit dem russischen Team nahm er auch an der EM 1996 in England teil.
Nach seiner aktiven Karriere trainierte Kolywanow mehrere Nachwuchsteams des russischen Verbandes, mit der U17-Mannschaft wurde er im Jahr 2006 Europameister. Von 2008 bis 2010 war Kolywanow Trainer der russischen U21-Nationalmannschaft. Ab 2012 trainierte er den russischen Zweitligisten FK Ufa. Mit diesem Team stieg er zur Saison 2014/15 in die höchste russische Spielklasse, die Premier Liga, auf.